# ناحیه پیانیر، میشیگان
ناحیه پیانیر (به انگلیسی: Pioneer Township) یک منطقهٔ مسکونی در ایالات متحده آمریکا است که در شهرستان میسوکی واقع شده‌است.
 ناحیه پیانیر  ۴۵۱ نفر جمعیت دارد و ۴۰۲ متر بالاتر از سطح دریا واقع شده‌است.